# Embraer EMB 200 Ipanema
Pour les articles homonymes, voir Ipanema.
L'Embraer EMB 200 Ipanema est un avion de travail agricole monoplace conçu et réalisé au Brésil au cours des années 1970.

## Description
La décision de construire un avion d'épandage est prise par le ministère de l'agriculture brésilien dans un but d'autosuffisance dans les années 1960. L'Indústria Aeronáutica Neiva conçoit l'appareil. Un prototype vole en 1970 et Embraer le fabrique en série depuis 1972.  Plusieurs versions sont construites au fil du temps.
La Neiva est absorbé par Embraer le 11 mars 1980.
Le 15 mars 2005, le millième exemplaire et le premier avion a alcool du monde fabrique en série est livré
En 2010, il reste le seul avion au monde certifié pour voler à l’éthanol, un quart de la flotte en activité sur les plus de 1 100 construit employant ce carburant,.
Le 1500e, un Ipanema 203 qui représente la cinquième génération de cet avion, est livré en mai 2022, il détient 60 % du marché de l'épandage agricole au Brésil.
Le 1600e est livré mi-janvier 2024.
Trois exemplaires sont en service[Quand ?] au sein de la Força Aérea Brasileira pour des missions de remorqueurs de cibles volantes et de planeurs sous la désignation de G-19.
L'Ipanema a été optimisé en tant que bombardier d'eau léger.

## Versions
L'avion a été produit dans les versions suivantes : 
- Embraer EMB 200 : Désignation attribuée au prototype et aux 72 premiers exemplaires de série.
- Embraer EMB 201 : Désignation attribuée aux appareils de série à partir du 73e appareil de série, et ce jusqu'au 630e exemplaire.
  - Embraer EMB 201A : Désignation attribuée aux appareils de série destinés à l'exportation.
  - Embraer EMB 201R : Désignation attribuée à une version militaire de remorquage en vol, connue aussi sous la désignation militaire de G-19.
- Embraer EMB 202 : Désignation attribuée aux appareils de série à partir du 631e exemplaire, en 1982[réf. nécessaire].

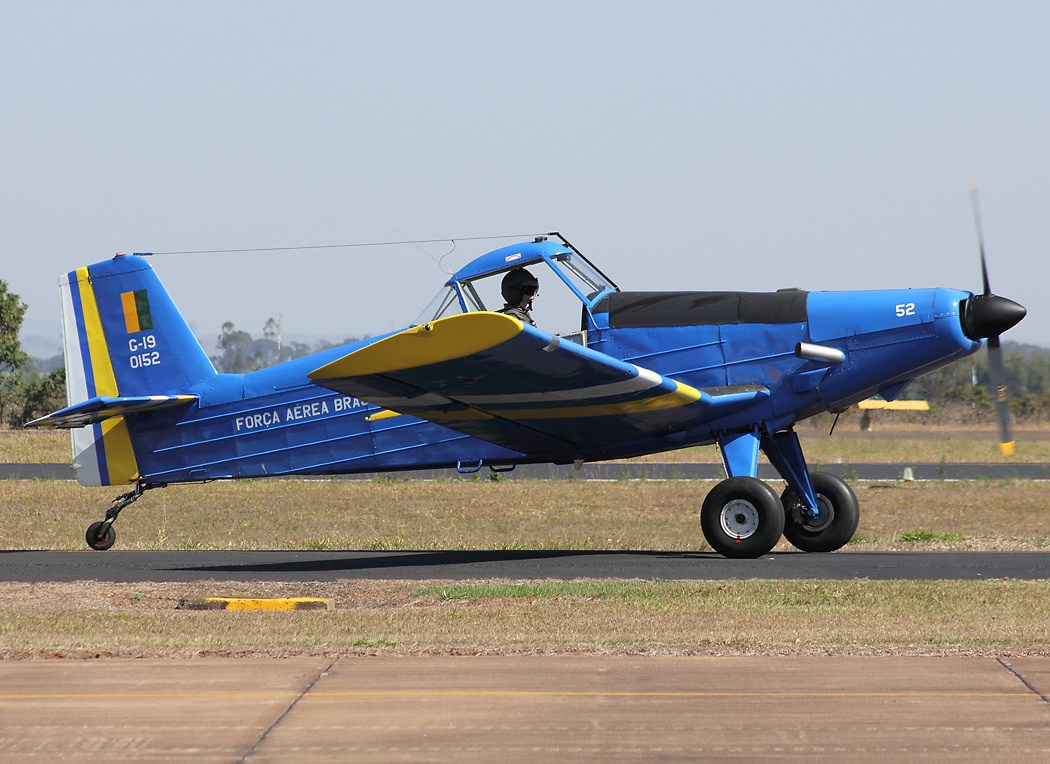
Embraer G-19 Ipanema.

- Embraer EMB 203 : Désignation attribués aux appareils de sérié motorisé avec un Lycoming de 320 cv, depuis novembre 2015.

## Aéronefs similaires
- Air Tractor AT-300.
- Cessna 188.
- Thrush Commander.
- Zlín Z-37 Čmelák.

### Sources web
- L'Ipanema sur le site anglophone Aviastar.